# Matty Cash
Matthew Stuart Cash (sinh ngày 7 tháng 8 năm 1997) là một cầu thủ bóng đá chuyên nghiệp hiện đang thi đấu cho câu lạc bộ của Anh, Aston Villa và ĐTQG Ba Lan ở vị trí hậu vệ phải.
Cash bắt đầu sự nghiệp tại Wycombe Wanderers và sau đó là FAB trước khi anh ký bản hợp đồng chuyên nghiệp với Nottingham Forest và thi đấu thường xuyên ở vị trí hậu vệ phải. Anh chuyển tới Aston Villa vào tháng 09/2020.
Sinh tại Anh, Cash có được gốc gác Ba Lan từ phía nhà ngoại. Vào tháng 10/2021, anh được nhận hộ chiếu Ba Lan, giúp cho anh đủ điều kiện thi đấu cho đội tuyển Ba Lan. Anh đã có trận ra mắt ĐTQG ngay tháng sau đó.

## Sự nghiệp câu lạc bộ

### Nottingham Forest
Cash ký hợp đồng với Nottingham Forest vào tháng 10/2014, sau khi dành 16 tháng tại Học viện bóng đá FAB tại Bisham Abbey. Cash gia nhập FAB sau khi học viện của Wycombe Wanderers phải đóng cửa vì lý do tài chính lúc anh 14 tuổi. Anh được trải nghiệm những trận đấu chuyên nghiệp đầu tiên khi được cho mượn tại đội bóng của League Two, Dagenham & Redbridge, sau khi gia nhập họ vào 04/03/2016 trong bản hợp đồng cho mượn 1 tháng. Anh ghi bàn đầu tiên cho Daggers trong trận thua 3–1 trước Hartlepool United vào 12/03/2016.
Vào 05/08/2016, Cash ký bản hợp đồng dài 3 năm với Forest để giữ anh ở câu lạc bộ tới 2019. Anh có trận ra mắt đội một chỉ một ngày sau đó, đá chính trong trận thắng 4–3 trước Burton Albion. Phong độ trong giai đoạn đầu mùa của Cash đã giúp anh nhận được nhiều lời khen, với cựu hậu vệ của Forest, Kenny Burns, nói rằng màn biểu diễn của chàng tiền vệ này đã khiến một số cầu thủ có kinh nghiệm ở Forest phải cảm thấy "xấu hổ". Tuy nhiên, ngay trong lần ra sân thứ 5 cho Forest, Cash đã bị một vết nứt trên xương chày của anh trong phần đầu của trận hòa 2–2 trước Aston Villa vào 11/09/2016 khiến anh phải nghỉ thi đấu 3 tháng.
Cash có màn ra mắt trở lại sau chấn thương vào 25/09 khi được thay vào trong trận thua 5–2 trước Barnsley. 3 ngày sau, Cash được đồn đại về việc chuyển tới gã khổng lồ của Premier League, Chelsea với mức phí chuyển nhượng 5 triệu Bảng. Tuy nhiên, sau đó ông chủ của Forest Fawaz Al-Hasawi đã đăng lên mạng xã hội rằng tiền vệ này sẽ không bị bán trong kỳ chuyển nhượng mùa đông. Vào 04/01/2017, Cash được hỏi mua với mức giá 6 triệu Bảng từ câu lạc bộ của Bundesliga, RB Leipzig. Sau khi ở lại với Forest trước khi kỳ chuyển nhượng mùa đông đóng cửa, Cash đã ký bản hợp đồng mới kéo dài đến 03/03/2017 để kéo dài bản hợp đồng của anh với câu lạc bộ đến 2021.
Sau khi đổi số áo từ 41 sang 14, Cash đã dính phải chấn thương dây chằng đầu gối trong trận giao hữu tiền mùa giải gặp Girona khiến cho Cash không thể thi đấu các trận đầu tiên của mùa giải 2017–18, khi mà chấn thương của anh được dự đoán sẽ mất 3 tháng để hồi phục. Bàn thắng đầu tiên của anh cho Forest đến trong trận thắng 5–2 trước Queens Park Rangers vào 24/02/2018.
Cash ghi bàn thắng đầu tiên của Nottingham Forest trong mùa giải 2019–20, trong trận thua 2–1 trước West Bromwich Albion. Trong mùa giải này, huấn luyện viên của Forest Sabri Lamouchi bắt đầu cho Cash thi đấu ở vị trí hậu vệ phải, sau chấn thương của Tendayi Darikwa và sau đó là Carl Jenkinson. Anh đã thi đấu tốt và chiếm được suất hậu vệ phải và những màn trình diễn ấn tượng của anh đã khiến cho ĐTQG Ba Lan theo dõi sát sao quá trình phát triển của anh để chuẩn bị cho việc gọi lên đội tuyển. Anh ký bản gia hạn hợp đồng dài 3,5 năm với Forest vào tháng 11/2019.
Vào tháng 01/2020, một số câu lạc bộ bao gồm Milan, Everton và West Ham quan tâm tới việc mua lại Cash. Tuy nhiên, Cash thổ lộ rằng anh mong muốn được ở lại Forest cho tới cuối mùa giải với hy vọng rằng anh có thể giúp đội thăng hạng lên Premier League. Anh nói rằng Jack Grealish của Aston Villa chính là nguồn cảm hứng để anh đưa ra quyết định này.
Cash sau đó đã giành danh hiệu cầu thủ xuất sắc nhất mùa của Forest bầu chọn bởi người hâm mộ vào ngày 12/08/2020.

### Aston Villa

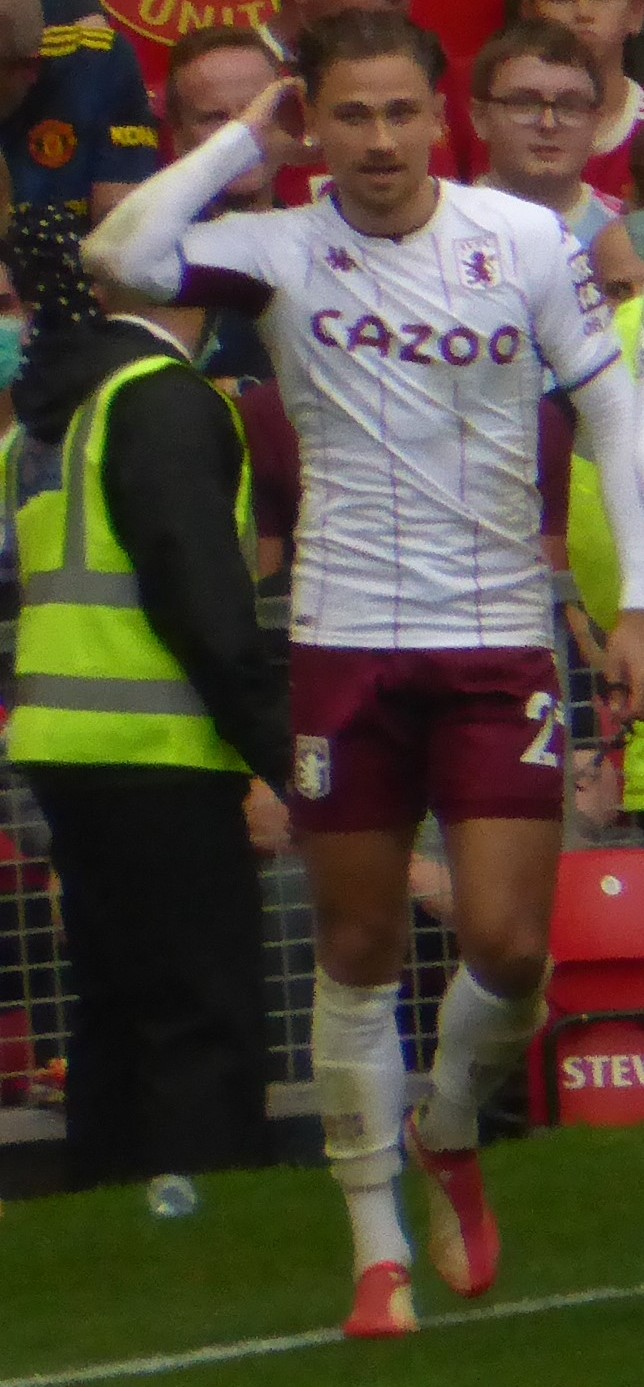
Cash trong màu áo Villa năm 2021

Vào 03/09/2020, Aston Villa thông báo họ đã có được chữ ký của Cash trong bản hợp đồng kéo dài 5 năm với mức phí 14 triệu Bảng và có thể tăng lên 16 triệu Bảng. Cash có trận ra mắt cho câu lạc bộ vào ngày 21/09/2020, trong chiến thắng 1–0 trên sân nhà trước Sheffield United.
Vào 18/09/2021, Cash có được bàn thắng đầu tiên của anh cho Aston Villa trong chiến thắng 3–0 tại Premier League trước Everton. Vào 26/02/2022, Cash thành công ghi bàn từ một tình huống sút xa trong trận thắng sân khách trước Brighton & Hove Albion. Bàn thắng này sau đó được đề cử cho giải thưởng bàn thắng của tháng của Premier League. Anh đã phải nhận thẻ vàng cho tình huống ăn mừng cho bàn thắng trên do Cash đã cởi áo và để lộ thông điệp ủng hộ đồng đội trên ĐTQG Ba Lan Tomasz Kędziora và gia đình của anh ấy, những người đã có mặt tại Kyiv trong cuộc xâm lược của Nga. Cash sau đó được bình chọn là cầu thủ hay nhất Villa trong tháng 03/2022. Vào 04/04/2022, Cash ký vào bản gia hạn hợp đồng 5 năm cùng với Aston Villa, ngay giữa lúc những tin đồn về sự quan tâm của Atlético Madrid dành cho anh xuất hiện nhiều lên.
Vào 12/05/2022, trong lễ trao giải cuối mùa của Aston Villa, Cash đã được bình chọn là cầu thủ của mùa giải của Villa trong mùa giải 2021–22.

## Sự nghiệp quốc tế
Cash là một Ba Lan kiều tại Anh thông qua gốc gác của mẹ. Vào tháng 09/2021, Cash đã nộp thủ tục để xin thị thực Ba Lan. Đơn xin quốc tịch của anh được ký vào 26/10/2021 tại tòa nhà chính phủ Masovian Voivodeship tại Vác-xa-va. Vào tháng 10/2022, Cash tiết lộ trong một cuộc phỏng vấn với cựu thủ môn Premier League Ben Foster rằng tổng thống Ba Lan Andrzej Duda đã giải quyết vấn đề hộ chiếu cho anh. Vào 01/11/2021, Cash lần đầu được gọi lên ĐTQG Ba Lan cho các trận đấu thuộc Vòng loại giải vô địch bóng đá thế giới 2022 khu vực châu Âu gặp Andorra và Hungary. Anh có lần ra sân đầu tiên trong trận thắng 4–1 trước Andorra vào 12/11. Vào 11/06/2022, Cash ghi bàn đầu tiên cho ĐTQG trong trận hòa 2–2 tại UEFA Nations League trước Hà Lan.

## Đời sống cá nhân
Cash là con của cựu cầu thủ bóng đá chuyên nghiệp Stuart Cash. Anh trai của anh, Adam, là huấn luyện viên tại các giải đấu cấp trường học. Cash lớn lên tại Iver và làm việc tại chuỗi cửa hàng Daniel trước khi gia nhập học viện Nottingham Forest. Cash đã hẹn hò với thí sinh của Love Island, Kady McDermott.

## Thống kê sự nghiệp

### Câu lạc bộ
Tính đến 10 tháng 10 năm 2022
| Câu lạc bộ                      | Mùa giải            | Giải đấu            | Giải đấu | Giải đấu | FA Cup | FA Cup | EFL Cup | EFL Cup | Khác | Khác | Tổng cộng | Tổng cộng |
| Câu lạc bộ                      | Mùa giải            | Giải đấu            | Trận     | Bàn      | Trận   | Bàn    | Trận    | Bàn     | Trận | Bàn  | Trận      | Bàn       |
| ------------------------------- | ------------------- | ------------------- | -------- | -------- | ------ | ------ | ------- | ------- | ---- | ---- | --------- | --------- |
| Nottingham Forest               | 2015–16             | Championship        | 0        | 0        | 0      | 0      | 0       | 0       | —    | —    | 0         | 0         |
| Nottingham Forest               | 2016–17             | Championship        | 28       | 0        | 1      | 0      | 1       | 0       | —    | —    | 30        | 0         |
| Nottingham Forest               | 2017–18             | Championship        | 23       | 2        | 2      | 0      | 0       | 0       | —    | —    | 25        | 2         |
| Nottingham Forest               | 2018–19             | Championship        | 36       | 6        | 1      | 0      | 4       | 2       | —    | —    | 41        | 8         |
| Nottingham Forest               | 2019–20             | Championship        | 42       | 3        | 0      | 0      | 3       | 0       | —    | —    | 45        | 3         |
| Nottingham Forest               | Tổng cộng           | Tổng cộng           | 129      | 11       | 4      | 0      | 8       | 2       | —    | —    | 141       | 13        |
| Dagenham & Redbridge (cho mượn) | 2015–16             | League Two          | 12       | 3        | 0      | 0      | 0       | 0       | 0    | 0    | 12        | 3         |
| Aston Villa                     | 2020–21             | Premier League      | 28       | 0        | 0      | 0      | 0       | 0       | —    | —    | 28        | 0         |
| Aston Villa                     | 2021–22             | Premier League      | 38       | 4        | 1      | 0      | 1       | 0       | —    | —    | 40        | 4         |
| Aston Villa                     | 2022–23             | Premier League      | 7        | 0        | 0      | 0      | 0       | 0       | —    | —    | 7         | 0         |
| Aston Villa                     | Tổng cộng           | Tổng cộng           | 73       | 4        | 1      | 0      | 1       | 0       | 0    | 0    | 75        | 4         |
| Tổng cộng sự nghiệp             | Tổng cộng sự nghiệp | Tổng cộng sự nghiệp | 214      | 17       | 5      | 0      | 9       | 2       | 0    | 0    | 227       | 20        |

### Quốc tế
Tính đến 14 tháng 6 năm 2022
| Đội tuyển quốc gia | Năm       | Trận | Bàn |
| ------------------ | --------- | ---- | --- |
| ĐTQG Ba Lan        | 2021      | 2    | 0   |
| ĐTQG Ba Lan        | 2022      | 5    | 1   |
| Tổng cộng          | Tổng cộng | 7    | 1   |

Tính đến 14 tháng 6 năm 2022
Bàn thắng của Ba Lan được ghi trước
| Số | Ngày       | Sân                        | Số trận cho ĐTQG | Đối thủ | Tỷ số sau bàn thắng | Chung cuộc | Giải đấu                    | Ref.   |
| -- | ---------- | -------------------------- | ---------------- | ------- | ------------------- | ---------- | --------------------------- | ------ |
| 1  | 11/06/2022 | De Kuip, Rotterdam, Hà Lan | 6                | Hà Lan  | 1–0                 | 2–2        | UEFA Nations League 2022–23 | [ 37 ] |

## Giải thưởng
Cá nhân
- Cầu thủ của mùa giải của Nottingham Forest mùa 2019–20.[50]
- Cầu thủ của mùa giải của Aston Villa mùa 2021–22.[31]